# Taberg
Taberg este o arie protejată (arie specială de conservare — SAC, sit de importanță comunitară — SCI) din Suedia întinsă pe o suprafață de 66 ha, integral pe uscat.

## Localizare
Centrul sitului Taberg este situat la coordonatele 57°40′56″N 14°04′45″E / 57.6821°N 14.0793°E.

## Înființare
Situl Taberg a fost declarat sit de importanță comunitară în ianuarie 1997 pentru a proteja 2 specii de plante. Situl a fost protejat și ca arie specială de conservare în martie 2011.

## Biodiversitate
Situată în ecoregiunea boreală, aria protejată conține 3 habitate naturale: Pante stâncoase silicioase cu vegetație casmofită, Pajiști fino-scandinave uscate până la mezice, bogate în specii de altitudine mică, Păduri pe pante, grohotișuri și ravene de Tilio-Acerion.
La baza desemnării sitului se află mai multe specii protejate de  plante (2): Asplenium adulterinum, Buxbaumia viridis.